# Seal (1994)
Seal (1994) is het tweede album van de Engelse singer-songwriter Seal. Het album werd geproduceerd door Trevor Horn en is een voortzetting van Seals gelijknamige debuutalbum uit 1991.
Het meest succesvolle nummer van het album was "Kiss from a rose", dat een internationale hit werd. In Nederland bereikte het nummer de vierde positie in de hitlijst.

## Nummers
1. Bring it on
2. Prayer for the dying
3. Dreaming in metaphors
4. Don't cry
5. Fast changes
6. Kiss from a rose
7. People asking why
8. Newborn friend
9. If I could
10. I'm alive
11. Bring it on (reprise)